# Luisetaines
Luisetaines je francouzská obec v departementu Seine-et-Marne v regionu Île-de-France. V roce 2012 zde žilo 240 obyvatel.

## Sousední obce
Les Ormes-sur-Voulzie, Paroy, Saint-Sauveur-lès-Bray, Sigy, Vimpelles

## Vývoj počtu obyvatel
Počet obyvatel